# Я кохаю тебе, Сан-Дієго
«Я кохаю тебе, Сан-Діего» (англ. San Diego I Love You) — американська кінокомедія Реджинальда Ле Борга 1944 року.

## Сюжет
У фільмі показано як Вірджинія МакКолей старається втривати свою сім'ю, при спробі продати її ексцентричним батьком останнього винахода, складаного рятувального плота.

## У ролях
- Джон Холл — Джон Томпсон Колдуелл IV
- Луїза Олбріттон — Вірджинія МакКолей
- Едвард Еверетт Хортон — Філіп МакКолей
- Ерік Блор — Нельсон Батлер
- Бастер Кітон — водій автобуса
- Айрін Раян — Шейла Джонс
- Руді Вісслер — Волтер МакКолей
- Пітер Майлз — Джойл МакКолей
- Чарльз Бейтс — Ларі МакКолей
- Дон Девіс — Піт МакКолей